# Доті (Вісконсин)
Доті (англ. Doty) — місто (англ. town) в США, в окрузі Оконто штату Вісконсин. Населення — 309 осіб (2020).

## Демографія
Згідно з переписом 2010 року, у місті мешкало 260 осіб у 146 домогосподарствах у складі 85 родин. Було 700 помешкань
Расовий склад населення:
| - 98,8 % — білих - 0,4 % — корінних американців |

До двох чи більше рас належало 0,8 %. Частка іспаномовних становила 0,4 % від усіх жителів.
За віковим діапазоном населення розподілялося таким чином: 7,3 % — особи молодші 18 років, 55,4 % — особи у віці 18—64 років, 37,3 % — особи у віці 65 років та старші. Медіана віку мешканця становила 61,2 року. На 100 осіб жіночої статі у місті припадало 124,1 чоловіків;  на 100 жінок у віці від 18 років та старших — 125,2 чоловіків також старших 18 років.
Середній дохід на одне домашнє господарство  становив 55 210 доларів США (медіана — 50 000), а середній дохід на одну сім'ю — 70 294 долари (медіана — 60 000). Медіана доходів становила 75 625 доларів для чоловіків та 41 250 доларів для жінок. За межею бідності перебувало 7,5 % осіб, у тому числі 0,0 % дітей у віці до 18 років та 3,6 % осіб у віці 65 років та старших.
Цивільне працевлаштоване населення становило 91 особа. Основні галузі зайнятості: роздрібна торгівля — 14,3 %, виробництво — 11,0 %, фінанси, страхування та нерухомість — 11,0 %.